# Giancarlo Bettelli
Giancarlo Bettelli es un exvoleibolista italiano.